# Ypsilon1 Centauri
Ypsilon1 Centauri (υ1 Cen) – gwiazda w gwiazdozbiorze Centaura.
υ1 Centauri jest błękitnym podolbrzymem o jasności obserwowanej +3,87m. Oddalona jest o około 418 lat świetlnych od Słońca.